# Invictus (poema)

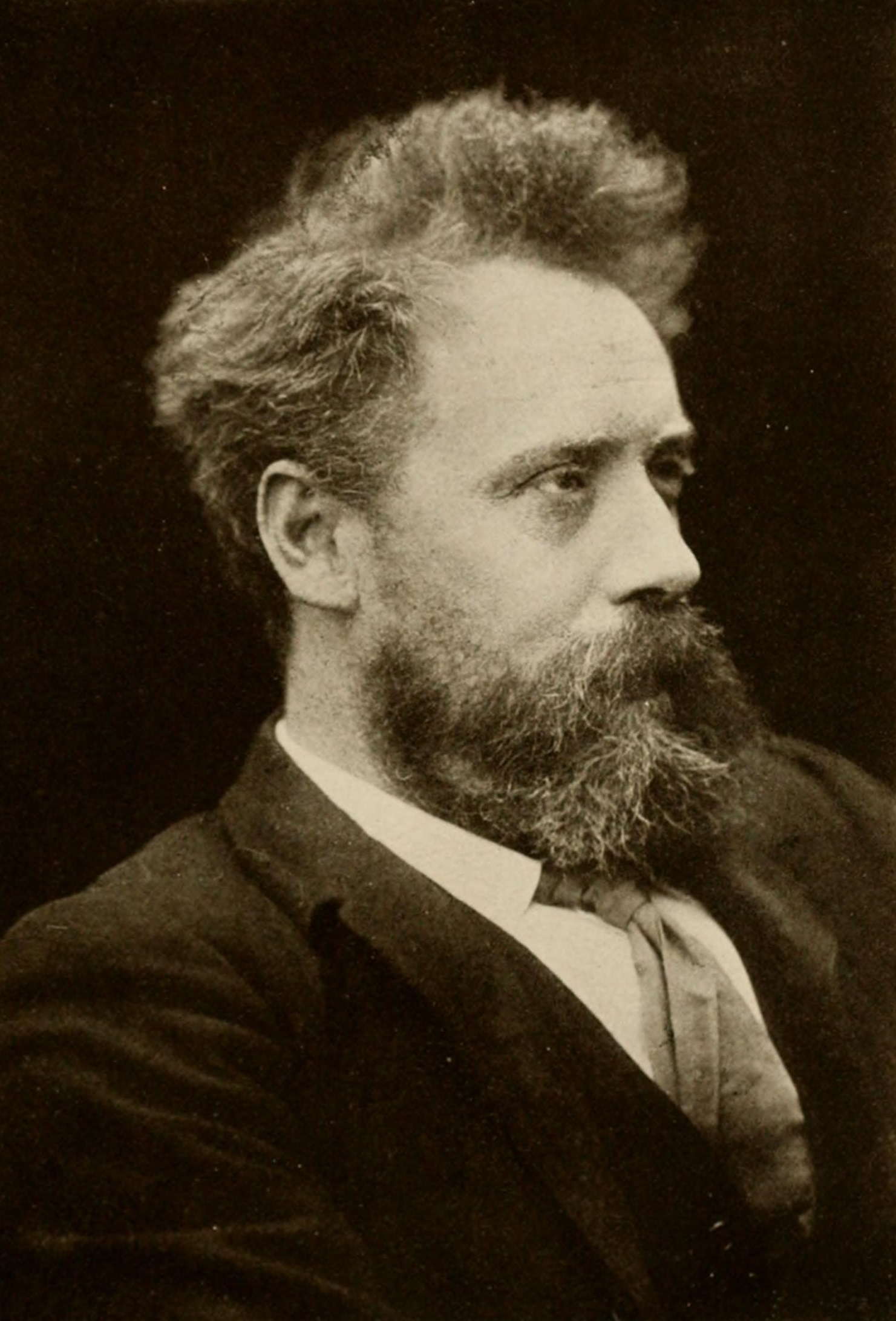
W. E. Henley

"Invictus" é um pequeno poema vitoriano de autoria do poeta inglês William Ernest Henley (1849–1903) Foi escrito em 1875 e publicado em 1888 em seu primeiro volume de poemas, Livro dos Versos, na seção Vida e Morte (Ecos).

## História
Foi escrito em 1875 e inicialmente publicado em 1888. no Book of Verses de Henley, no qual ele era o quarto de uma série de poemas intitulados Life and Death (Echoes). Originalmente não possuía título: as primeiras edições continham apenas a dedicatória To R. T. H. B.—uma referência a Robert Thomas Hamilton Bruce (1846–1899), um escocês mercador de farinha e padeiro de sucesso e também um mecenas literário.

## Texto
Out of the night that covers me,

Black as the pit from pole to pole,

I thank whatever gods may be

For my unconquerable soul.

In the fell clutch of circumstance

I have not winced nor cried aloud.

Under the bludgeonings of chance

My head is bloody, but unbowed.

Beyond this place of wrath and tears

Looms but the horror of the shade,

And yet the menace of the years

Finds and shall find me unafraid.

It matters not how strait the gate,

How charged with punishments the scroll,

I am the master of my fate:

I am the captain of my soul.

## Traduções para português
por Ana Rüsche 

Protegido da noite que me encobre,

Escura como o vão entre os mastros,

Eu agradeço a quaisquer deuses que acaso existam

Por minha alma inconquistável.

Nas garras das circunstâncias,

Não estremeci ou chorei em voz alta.

Sob os golpes do acaso

Minha cabeça sangra, mas não curvada.

Além deste lugar de ira e lágrimas,

Agiganta-se o horror das sombras,

E, ainda assim, a ameaça dos anos

Me encontra, e me encontrará, sem medo.

Não importa quão estreito seja o portão,

Quão cheio de punições o pergaminho,

Eu sou o mestre do meu destino,

Eu sou o capitão da minha alma.

por Raul Coutinho 

Fora da noite que me deita,

preta: um poço de cabo a rabo,

sou grato se é que existem deuses

por minha alma inconquistável.

E nas garras da circunstância

não choro alto nem me abalo.

Sob as pancadas da instância

minha face sangra, mas não baixa.

Além daqui, de fúria e prantos

só surge o Horror de um breu tremido,

e ainda a ameaça dos anos

acha e me achará destemido.

Que mesmo a porta em desatino,

que mesmo às penas cheias e altas,

eu sou mestre do meu destino,

eu sou capitão da minha alma.

## Citações famosas
O poema dá nome ao filme Invictus de 2009, do realizador Clint Eastwood, sobre a liderança de Nelson Mandela, e a relevância do apoio aos Springboks no campeonato do mundo de Rugby de 1995.
Parte do poema foi citada na famosa série de TV estadunidense Buffy the Vampire Slayer (Buffy - A caça vampiros em português), no episódio 10 da sétima temporada "Bring On the Night", quando o Presidente do Conselho das Caças-Vampiro cita o último verso do poema antes de morrer numa explosão que destrói todo o prédio sede da organização.
Parte do poema também foi citada na famosa série de TV estadunidense New Amesterdam, num dos primeiros episódios da primeira temporada, quando o cirurgião Floyd Reinolds cita o primeiro e segundo versos do poema antes de realizar uma cirurgia a uma cidadã havaiana.
O trecho "I am the master of my fate; I am the captain of my soul" aparece em uma cena do filme A Grande Aposta (The Big Short), de 2015. 
O poema aparece na letra de uma música da cantora estadunidense Lana Del Rey intitulada Lust for Life (canção de Lana Del Rey) com parceria de The Weeknd para o álbum homônimo lançado no dia 21 de julho de 2017.
Na série de TV norte-americana The Blacklist o poema é lido por Raymond "Red" Reddington para Elizabeth Keen no episódio 08 da quinta temporada intitulado "Ian Garvey", enquanto Lizz se recupera dos eventos que aconteceram neste mesmo episódio.
Este poema é citado no livro "Pense e Enriqueça" de Napoleon Hill e no livro "O Segredo" de Rhonda Byrne, bem como em diversas outras obras e publicações na área de auto-ajuda e desenvolvimento pessoal.